# Donat Acklin
Donat Acklin   (Herznach, 6 de juny de 1965) és un pilot de bob suís, ja retirat, que va competir durant les dècades de 1980 i 1990.
El 1988 va prendre part en els Jocs Olímpics d'Hivern de Calgary, on fou quart en la cursa de bobs a dos del programa de bobsleigh. Quatre anys més tard, als Jocs d'Albertville, va disputar les dues proves del programa de bobsleigh. Fent parella amb Gustav Weder guanyà la medalla d'or en la prova de bobs a dos, i la de bronze en la de bobs a quatre, formant equip amb el mateix Weder
Lorenz Schindelholz i Curdin Morell. La tercera i darrera participació en uns Jocs va tenir lloc el 1994, a Lillehammer, on revalidà la medalla d'or, amb Weder com a parella, en la prova de bobs a dos i guanyà la de plata en la de bobs a quatre, formant equip amb el mateix Weder, Kurt Meier i Domenico Semeraro.
En el seu palmarès també destaquen una medalla d'or i dues de plata al Campionat del món de bob, així com tres ors, una plata i un bronze al Campionat d'Europa de bob.